# Neurolejeunea breutelii
Neurolejeunea breutelii là một loài Rêu trong họ Lejeuneaceae. Loài này được (Gottsche) A. Evans mô tả khoa học đầu tiên năm 1907.